# Rhynie Chert

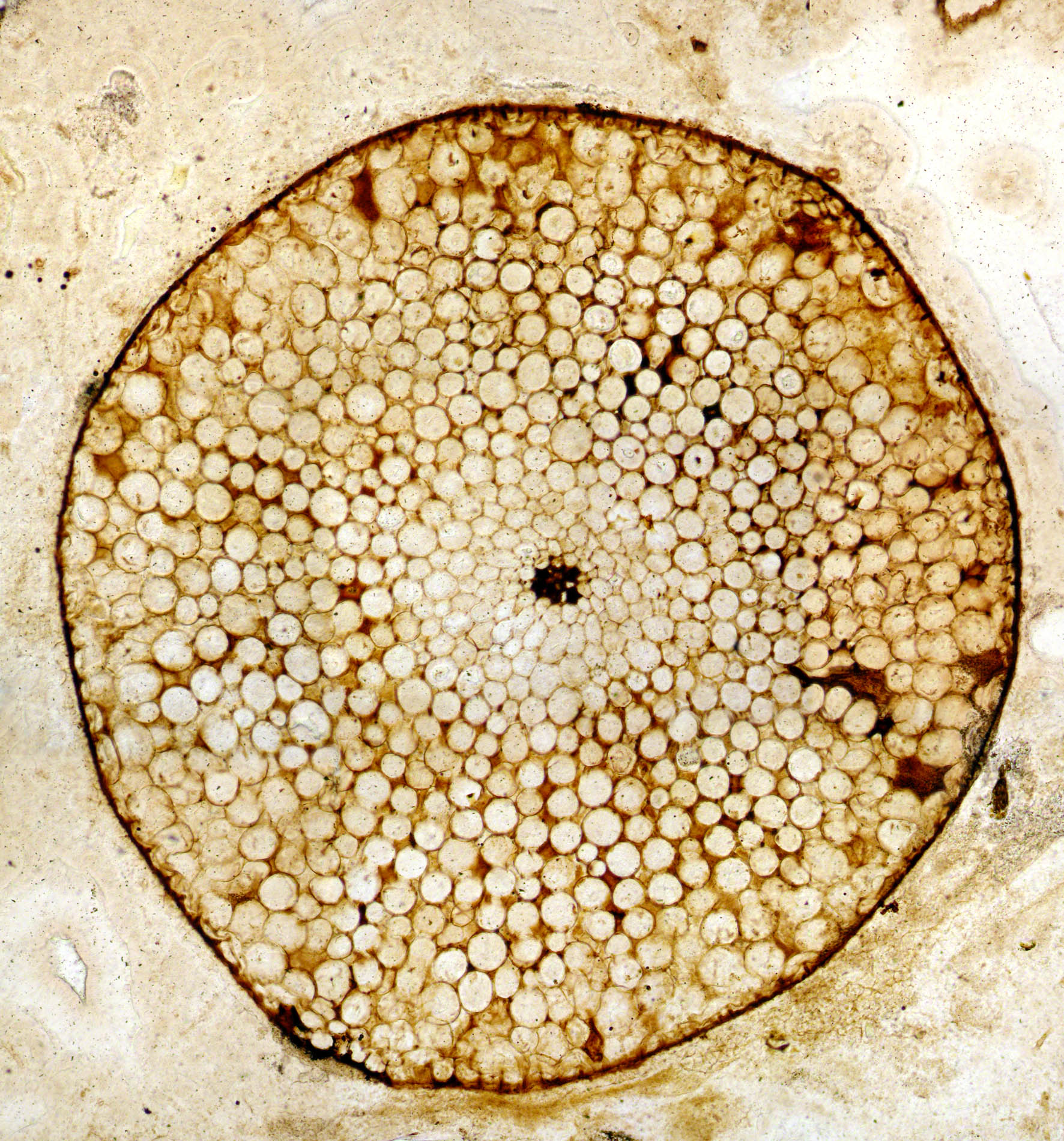
Querschnitt des Stängels von Rhynia gwynne-vaughanii (Dünnschliff), Rhynie Chert

Als Rhynie Chert bezeichnet man die fossilführenden Hornsteine (englisch chert) aus dem Unteren Devon (ca. 396 Millionen Jahre) nahe der Ortschaft Rhynie in der schottischen Council Area Aberdeenshire. Meist wird auch die ganze Fossillagerstätte so genannt. Bekannt ist er für die frühen Landpflanzen Rhynia, Aglaophyton, Horneophyton und Asteroxylon.

## Entdeckungsgeschichte

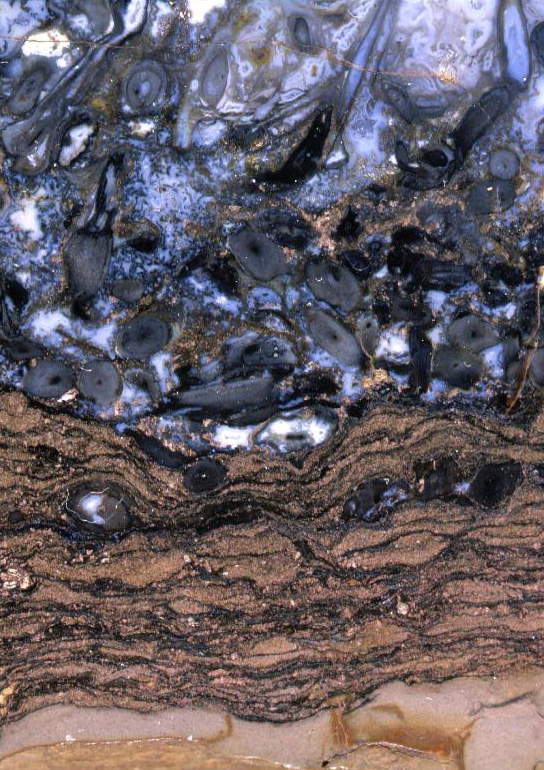
Geschliffener Schnitt durch die Ablagerungen

1912 entdeckte der Arzt und Amateurgeologe William Mackie (1856–1932) unweit des Dorfes Rhynie Bruchstücke von Hornstein, der Pflanzenstängel und Rhizome enthielt. Daraufhin führte D. Tait, ein Fossilsammler, der im Dienst des British Geological Survey stand, Grabungen durch. Anhand seines Materials schrieben Robert Kidston und William Henry Lang zwischen 1917 und 1925 fünf Arbeiten, in denen sie die Pflanzen Rhynia, Aglaophyton, Horneophyton und Asteroxylon beschrieben. 
Ab den 1950er Jahren beschrieb Geoffrey Lyon von der Universität Cardiff, Wales, Versteinerungen von keimenden Sporen. Daraufhin wurden in den 60er- und 70er Jahren erneut Grabungen durchgeführt. Lyon kaufte das Gelände und übergab es 1982 dem Nature Conservancy Council (NCC), einer Vorgängerbehörde des heutigen Eigentümers NatureScot. In den 1920er Jahren wurden auch tierische Überreste gefunden. Dazu zählten Feenkrebse und Springschwänze. In den 1960er Jahren konnten Fächerlungen nachgewiesen werden und damit zweifelsfrei belegt werden, dass es sich bei den gefundenen Trigonotarbida um Landtiere handelte. Rund 70 Jahre lang hielt der Rhynie Chert den Rekord für die ältesten bekannten Landtiere. 
Die Geologie wurde lange vernachlässigt. 1988 erkannten Rice und Trewin, dass die umgebenden Silikatgesteine reich an Gold und Arsen sind, also aus heißen Quellen stammen. In den 1990er Jahren wurde in rund 700 Meter Entfernung der ebenfalls fossilreiche Windyfield Chert entdeckt, der ein Teil des Förderkanals eines Geysirs gewesen war.

## Geologie

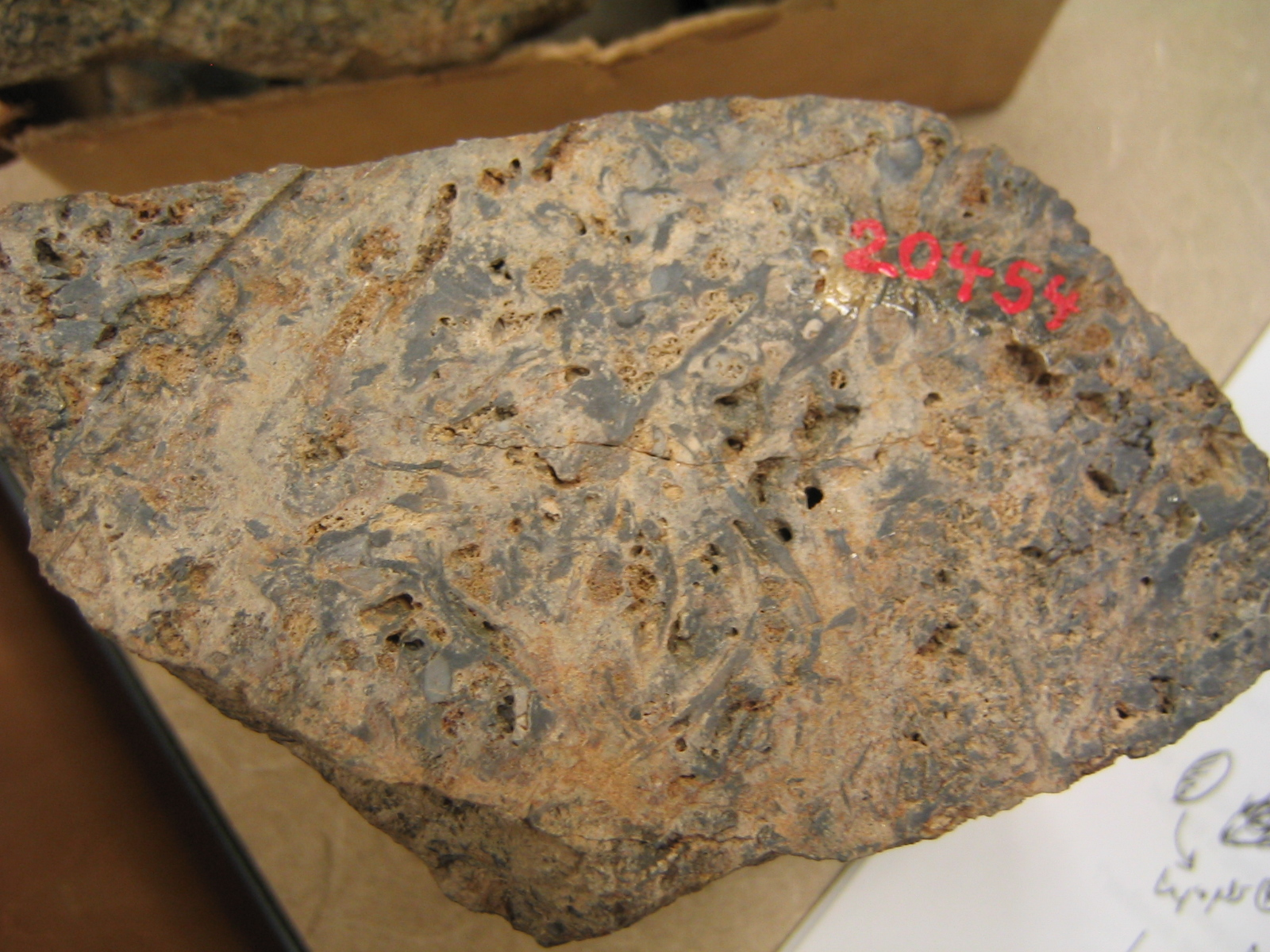
Unbehandelter Stein aus dem Rhynie Chert

Der Rhynie Chert und die ihn umgebenden Gesteine sind nach einer Isotopendatierung rund 396±8 Millionen Jahre alt. Nach der heutigen Korrelation von Geochronologie und Chronostratigraphie sind sie damit in das Emsium bis Eifelium zu stellen. Schottland war damals Teil des Kontinents Laurasia. 
Die Sedimente des Rhynie Chert wurden in einem schmalen Becken abgelagert, das durch Gesteine des Dalradians und aus dem Ordovizium gebildet wurde. Die Landschaft damals bestand aus Flüssen und Seen. Die Flüsse haben hier schräg geschichtete Sande hinterlassen, in anderen Bereichen wurde Schlamm abgelagert. Aufgrund eines Störungssystems gab es hydrothermale Quellen. Die Chert-haltigen Gesteine bilden heute eine nach Nordosten abtauchende Mulde.
Der Erhaltungsgrad der Fossilien ist von zwei Faktoren abhängig: vom Zersetzungsgrad zum Zeitpunkt der Fossilisation und vom Grad der Verkieselung. In gut enthaltenen Exemplaren sind Häutungsreste (Exuvien) von Gliederfüßern erhalten, die Darminhalte erkennbar oder die Fächerlungen bis in die feinsten Strukturen erhalten. Durch die hydrothermalen Quellen erfolgte bei Rhynie eine rasche und weitreichende Verkieselung des pflanzlichen und tierischen Materials.

## Fossilien

Rekonstruktion von Rhynia gwynne-vaughanii

Am bekanntesten sind wohl die pflanzlichen Fossilien. Vielfach sind sie so gut erhalten, dass die Zellstrukturen untersucht werden können. Neben frühen Gefäßpflanzen finden sich Algen, Pilze sowie die ältesten fossil bekannten Flechten. 
Sieben der vorkommenden Pflanzen waren echte Landpflanzen mit Cuticula, Stomata, Interzellularräumen, Gefäßsträngen mit Lignin sowie Sporangien. Fünf davon waren echte Gefäßpflanzen mit Tracheiden.
Aglaophyton war noch keine echte Gefäßpflanze, ihr fehlten die Tracheiden. Nothia aphylla hatte ebenfalls keine Tracheiden und wuchs auf sandigen Böden und auf Pflanzenstreu. Asteroxylon mackiei war ein Vertreter der Bärlapppflanzen. Horneophyton lignieri, Rhynia gwynne-vaughanii, Trichopherophyton teuchansii und Ventarura lyonii waren echte Gefäßpflanzen, die aus einem kriechenden Rhizom gabelig verzweigte, blattlose Triebe bildeten. Die Nematophyten sind eine wenig bekannte, ausgestorbene Pflanzengruppe, die möglicherweise halbaquatisch lebte. Im Rhynie Chert fanden sich auch Cyanobakterien, die Stromatolithen bildeten. Etliche einzellige und fädige Grünalgen der Chlorophyta sind zu finden, wie auch den Armleuchteralgen ähnliche Vertreter wie Palaeonitella. 
Es wurden auch etliche Pilze aus dem Rhynie Chert beschrieben. Darunter befinden sich die ältesten gut erhaltenen Exemplare endotropher Mykorrhizen. Mit Winfrenatia reticulata beherbergt der Rhynie Chert auch die älteste bekannte Flechte. Paleopyrenomycites devonicus, ein Schlauchpilz mit perithecischen Fruchtkörpern, lebte parasitisch im Gewebe von Asteroxylon und wurde seinerseits wieder von anderen Pilzen parasitiert.
Die Krebse sind mit Lepidocaris vertreten, stark segmentierte Tiere mit elf Paaren von blattförmigen Beinen. Sie hatten lange verzweigte Antennen und lebten aquatisch in Tümpeln. 
An Cheliceraten gab es Trigonotarbiden, Spinnentiere ohne Gift- und Spinnendrüsen und mit segmentiertem Hinterleib. Sie sind im Rhynie Chert häufig zu finden und waren landlebend. Die Milben des Rhynie Chert sind die ältesten bekannten Vertreter dieser Gruppe. Die fünf bekannten Arten gehören zur rezenten Familie der Pachygnathidae. Rhyniella ist ein Vertreter der Collembolen-Familie Isotomidae, zu der auch die Gletscherflöhe gehören. 
Heterocrania rhyniensis ist ein Vertreter der nur fossil bekannten Arthropodengruppe Euthycarcinoidea, die sowohl Merkmale der Krebstiere als auch der Insekten aufweisen.
Die Hundertfüßer sind mit Crussolum vertreten, einem kleinen Jäger, sowie mit Leverhulmia mariae, bei dem der Darminhalt erhalten war. Die Art war Sedimentfresser und ernährte sich von Pflanzenresten.

## Paläoökologie
Der Rhynie Chert ist das erste bekannte und noch immer das besterforschte terrestrische Ökosystem. Die Annahme mancher Autoren, es handle sich bei diesen Ablagerungen heißer Quellen um eine hochspezialisierte Flora und Fauna, wurde inzwischen durch Funde von anderen Orten widerlegt. Die Pflanzen bildeten einen kurzen Rasen von unter 20 Zentimeter Höhe, in dem die ersten Landtiere lebten. 
Löcher in Pflanzenresten weisen darauf hin, dass es damals Tiere, möglicherweise Milben, gab, die sich von Pflanzensäften ernährten. Die meisten bekannten Tiere sind jedoch aufgrund ihrer Mundwerkzeuge als Räuber einzustufen. Es gibt einige Sedimentfresser, eindeutige Pflanzenfresser fehlen. Das Pflanzenmaterial wurde von Bakterien und Pilzen im Boden zersetzt, bevor es von den Sedimentfressern aufgenommen wurde. Pflanzenfresser, die Pflanzenmaterial mit Hilfe von symbiontischen Bakterien und Pilzen im Darm verdauen können, sind erst seit dem späten Karbon bekannt.

## Andere frühe Landökosysteme
In den 1970er Jahren wurden weitere ähnlich alte Lebensgemeinschaften entdeckt. Bei Alken an der Mosel wurden Bärlapppflanzen, Rhyniophyta, Trigonotarbiden und Arthropleuriden entdeckt zusammen mit aquatischen Tieren. Bei Gilboa (New York) wurden 380 Millionen Jahre alte Pflanzen und Tiere entdeckt. Die Landpflanzen und Brackwassertiere von Ludford Lane (Shropshire, Großbritannien) stammen aus dem späten Silur und sind mit rund 415 Millionen Jahren die derzeit ältesten bekannten Landpflanzen.

## Belege
- Paul Selden, John Nudds: Fenster zur Evolution. Berühmte Fossilfundstellen der Welt. Elsevier Spektrum Akademischer Verlag, München 2007, S. 47–50. ISBN 978-3-8274-1771-8